# Острах
Острах (нім. Ostrach) — громада в Німеччині, знаходиться в землі Баден-Вюртемберг. Підпорядковується адміністративному округу Тюбінген. Входить до складу району Зігмарінген.
Площа — 108,93 км2. Населення становить 6858 ос. (станом на 31 грудня 2020).

## Географія

### Адміністративний поділ
Громада складається з таких районів:
| Герб                  | Назва          | Населення (Станом на: 31 грудня 2010) | Площа (Станом на: 31 грудня 2010) |
| --------------------- | -------------- | ------------------------------------- | --------------------------------- |
| Ostrach               | Острах (центр) | 3605                                  | 916 га                            |
| Burgweiler            | Бургвайлер     | 1004                                  | 2474 га                           |
| Einhart               | Айнгарт        | 375                                   | 429 га                            |
| Habsthal              | Габстгаль      | 135                                   | 635 га                            |
| Jettkofen             | Єтткофен       | 258                                   | 431 га                            |
| Kalkreute             | Калькройте     | 100                                   | 477 га                            |
| Kein Wappen Verfügbar | Лауббах        | 204                                   | 853 га                            |
| Levertsweiler         | Лефертсвайлер  | 291                                   | 492 га                            |
| Magenbuch             | Магенбух       | 274                                   | 1651 га                           |
| Spöck                 | Шпек           | 143                                   | 302 га                            |
| Tafertsweiler         | Тафертсвайлер  | 283                                   | 1950 га                           |
| Wangen                | Ванген         | 146                                   | 283 га                            |

## Галерея

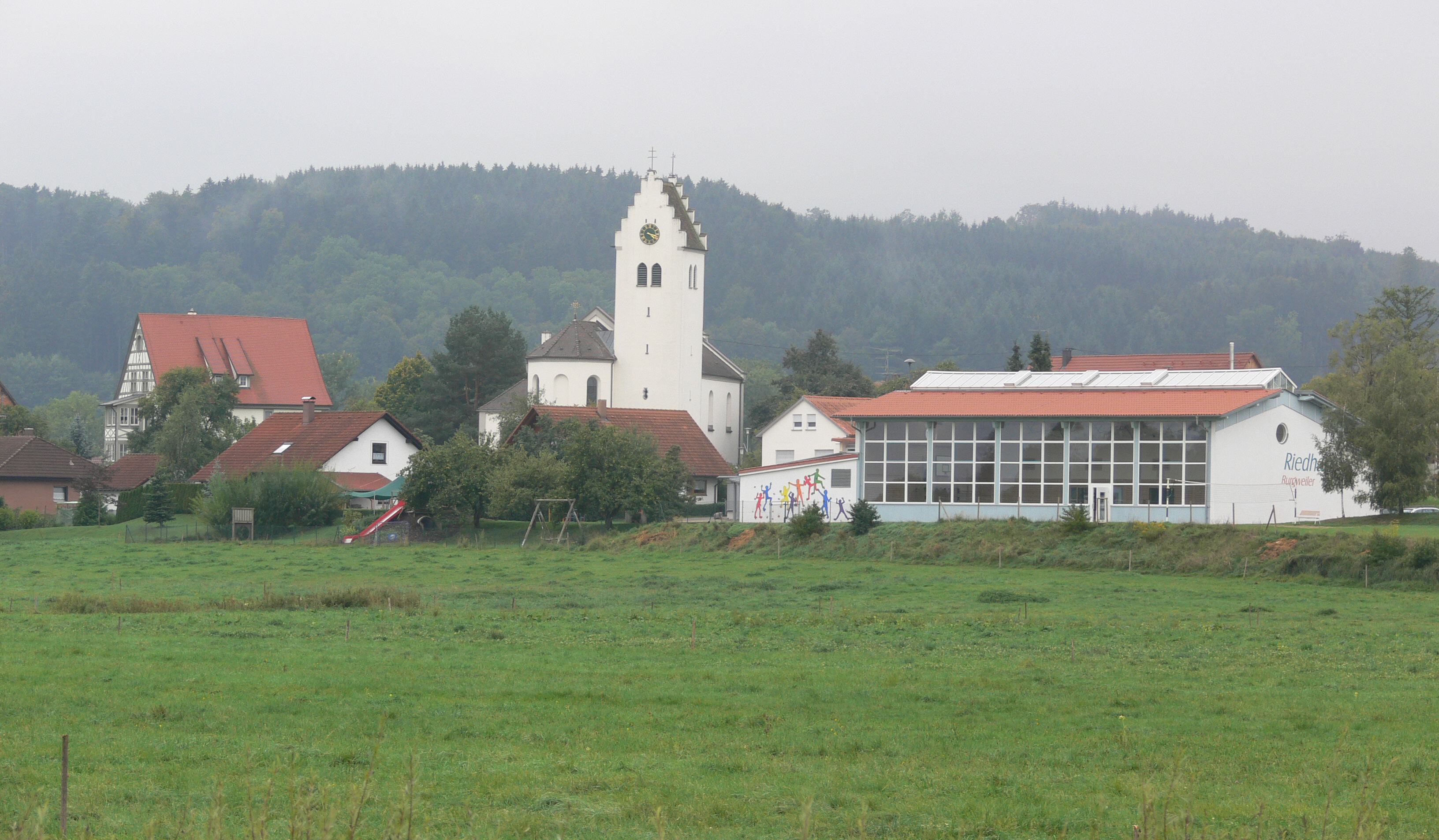
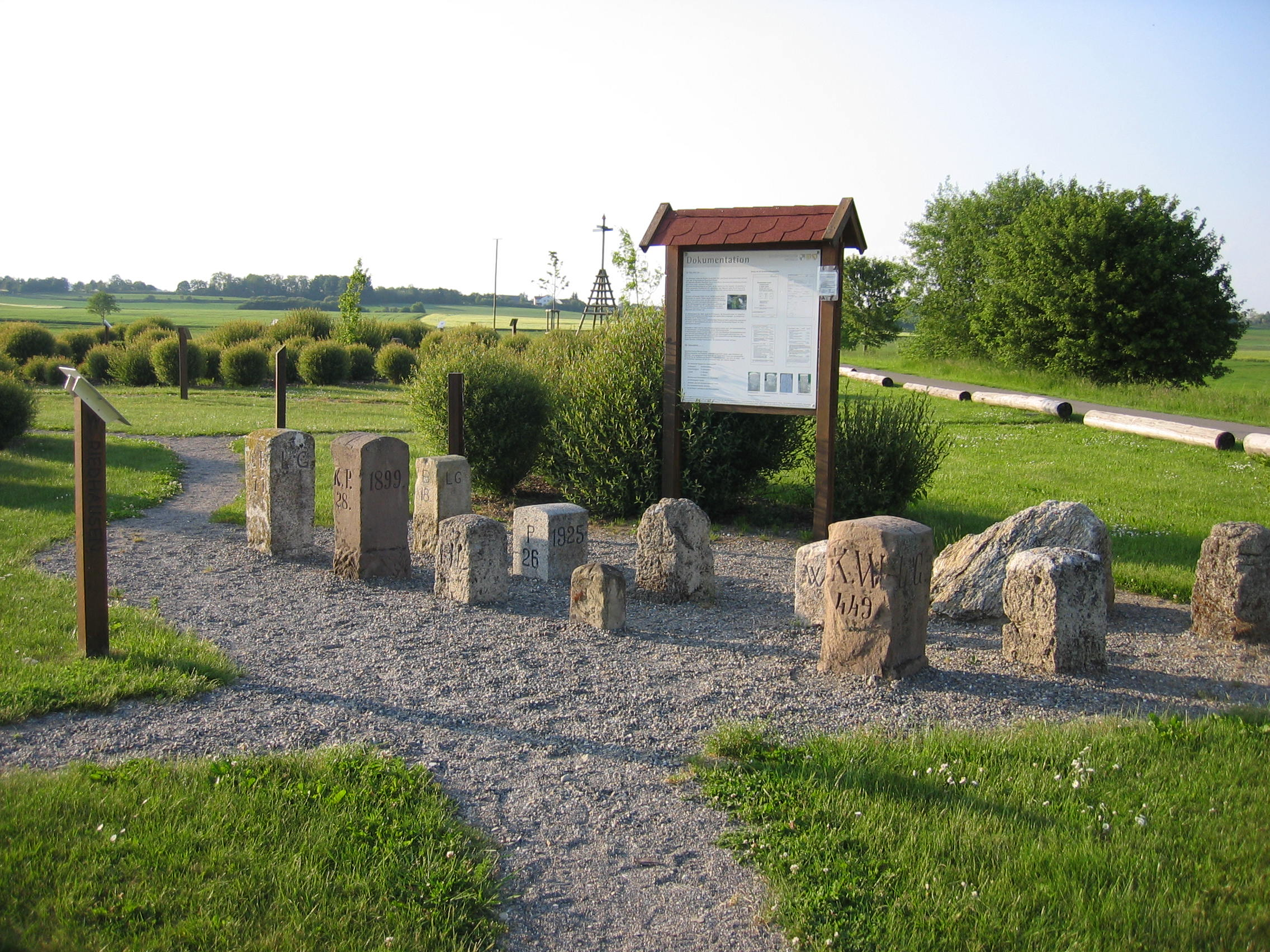
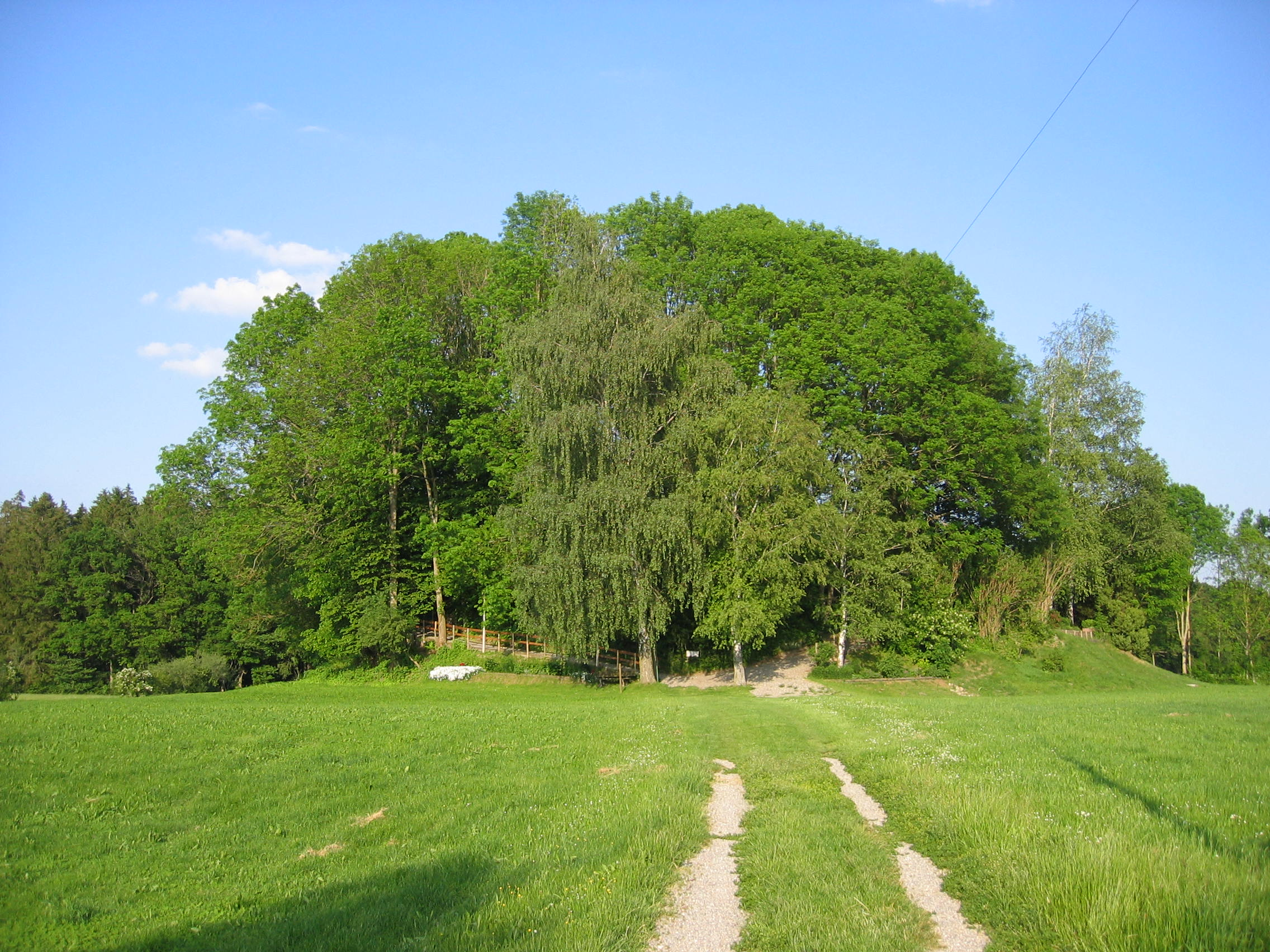
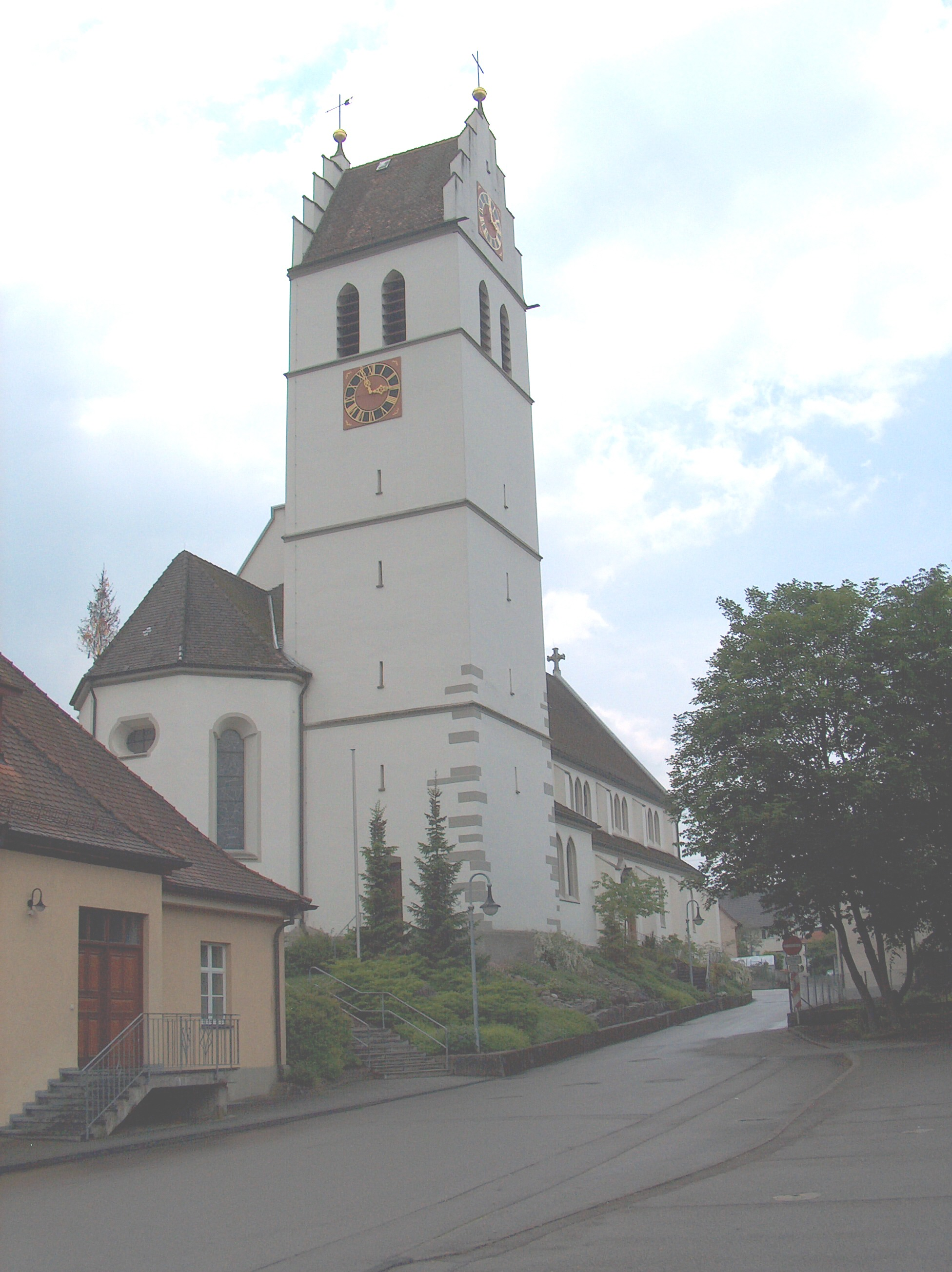
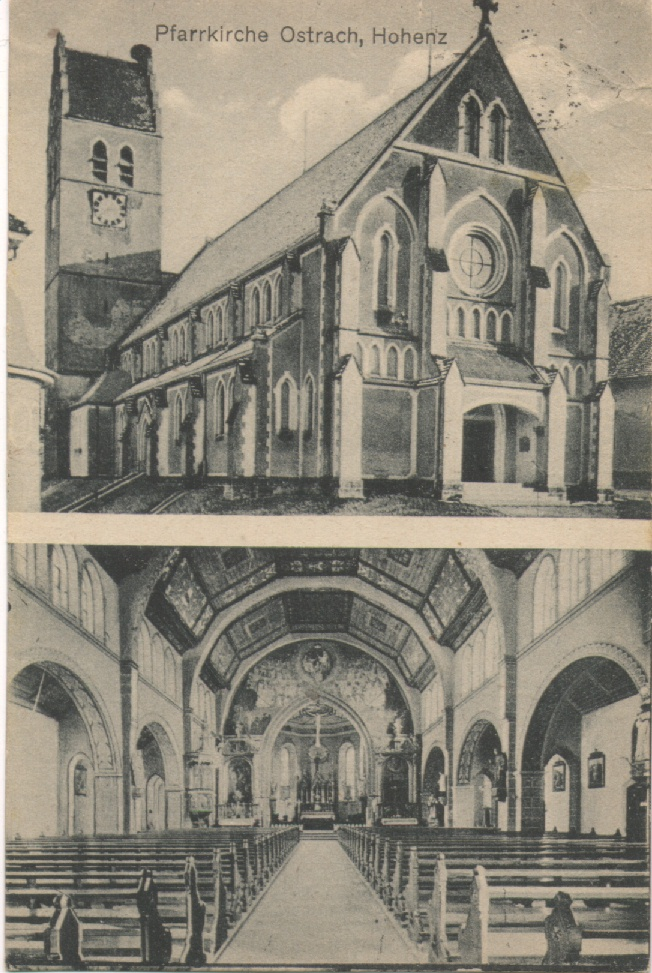
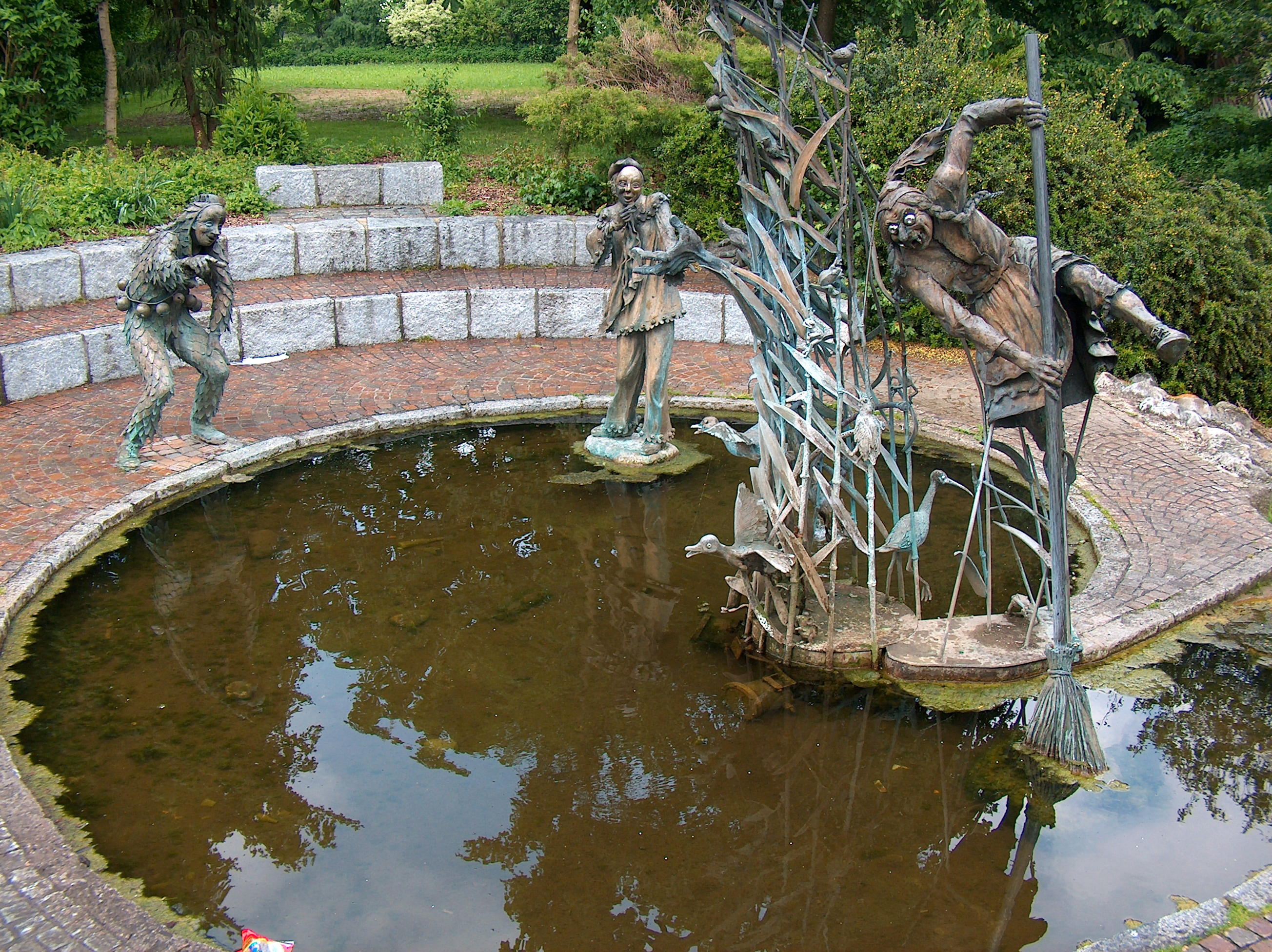